# Franciszek Jabłoński
Franciszek Jabłoński (ur. 21 grudnia 1964 w Żninie) – duchowny archidiecezji gnieźnieńskiej, kanonik gremialny Kapituły Kolegiackiej św. Jerzego na Zamku Gnieźnieńskim, misjolog, animator misyjny.

## Życiorys
Ochrzczony został w Rogowie. Uczęszczał do szkoły podstawowej w Czewujewie, następnie w Bożejewicach. W latach 1979–1983 uczęszczał do Liceum Ogólnokształcącego im. Braci Śniadeckich w Żninie, gdzie zdał egzamin dojrzałości.
We wrześniu 1983 roku wstąpił do Prymasowskiego Wyższego Seminarium Duchownego w Gnieźnie. Święcenia kapłańskie otrzymał z rąk Prymasa Józefa Glempa 13 maja 1989 roku. Następnie pracował jako wikariusz i katecheta w parafiach w Złotnikach Kujawskich (1989–1990) oraz w Gnieźnie – parafii bł. Bogumiła (1990–1996) oraz parafii św. Wawrzyńca, gdzie m.in. był moderatorem letnich młodzieżowych rekolekcji oazowych, czy przewodnikiem jednej z diecezjalnych grup pielgrzymkowych na Jasną Górę.
W 1993 roku rozpoczął studia doktoranckie na kierunku misjologia Akademii Teologii Katolickiej w Warszawie (lata 1993–1997). 21 kwietnia 2001 roku obronił pracę doktorską pt. Recepcja idei misyjnej w Polsce po Soborze Watykańskim II (1965–1995). Zaś 21 grudnia 2016 roku Rada Wydziału nadała ks. Jabłońskiemu stopień doktora habilitowanego, który uzyskał na podstawie pracy habilitacyjnej: Misyjna świadomość "Kościoła domowego".
W latach 2001–2019 pełnił wiele funkcji w gnieźnieńskiej Kurii Metropolitarnej, będąc odpowiedzialnym m.in. za duszpasterstwo rodzin, Diecezjalne Studium Życia Małżeńskiego i Rodzinnego czy za Archidiecezjalny Dom Rekolekcyjny w Rościnnie. Pełni nadal funkcję referenta Duszpasterstwa Misyjnego. Regularnie odwiedza misjonarzy pochodzących z archidiecezji gnieźnieńskiej, prowadzi także animację misyjną.
24 czerwca 2009 roku otrzymał godność kanonika gremialnego Kapituły Kolegiackiej św. Jerzego w Gnieźnie. 20 czerwca 2019 roku został mianowany proboszczem parafii pw. św. Mikołaja w Witkowie. Od 1 lipca 2022 roku pełni funkcję proboszcza parafii św. Wawrzyńca oraz parafii Matki Zbawiciela w Gnieźnie.  

## Pełnione funkcje
- konsultor Komisji Episkopatu Polski ds. Misji
- redaktor czasopisma Studia Misjologiczne
- wiceprezes Stowarzyszenia Misjologów Polskich
- kierownik sekcji misjologicznej Polskiego Towarzystwa Teologicznego (Kraków)
- diecezjalny dyrektor Papieskich Dzieł Misyjnych
- delegat arcybiskupa ds. misjonarzy
- członek Międzynarodowego Stowarzyszenia Misjologów Katolickich

Od 2012 roku prowadzi wykłady z misjologii w WSD w Kaliszu, od 2016 roku w PWSD w Gnieźnie, a od 2021 roku na UAM w Poznaniu. Prowadzi także zajęcia w Centrum Formacji Misyjnej przy UKSW w Warszawie.  

## Wybrane publikacje
- Recepcja idei misyjnej w Polsce po Soborze Watykańskim II, Kraków 2003
- Błogosławione stopy. Świętowojciechowi misjonarze, Warszawa 2007
- Tradycja gnieźnieńskich krzyży misyjnych, Gniezno 2010
- Terytoria misyjne w świetle Kongregacji Ewangelizowania Narodów, Warszawa 2012
- Paulina Jaricot – odwaga głoszenia Chrystusa, Gniezno 2012
- Nadzwyczajny szafarz Komunii św. i jego liturgiczna posługa w archidiecezji gnieźnieńskiej, Gniezno 2012
- Stowarzyszenie Żywy Różaniec archidiecezji gnieźnieńskiej, Gniezno 2013
- Mali odkrywcy misyjnego świata. Praktyczne zabawy dla dzieci w rodzinie, Gniezno 2015
- Misyjna świadomość "Kościoła domowego". Studium misjologicznopastoralne, Warszawa 2016[5]
- Konspekty do wykładów z misjologii, Górna Grupa 2016
- Ku parafii misyjnej. Zadania Kościoła parafialnego w kształtowaniu świadomości misyjnej małżeństwa i rodziny, Górna Grupa 2017.